# Charles d'Heucqueville
Pour les articles homonymes, voir Heuqueville.
Charles d'Heucqueville est un magistrat, collectionneur d'art et philanthrope français, né à Montpellier le 8 septembre 1871 et mort à  le 27 septembre 1935.

## Biographie
Charles d'Heucqueville est le fils de Georges Vigneron d'Heucqueville, le conservateur des hypothèques de Paris, et de Marie Monsservin, la sœur du sénateur Émile Monsservin.
Docteur en droit, il suit la carrière dans la magistrature. Juge d'instruction au Havre, il est nommé attaché au cabinet du Garde des Sceaux en 1902
En 1902, il épouse Mlle Madeleine Cahn, fille du banquier David Cahn, associé gérant de la Banque Lazard, et de Florence Weill, et nièce d'Alexandre Weill.
Il devient président au tribunal civil de la Seine.

### La Fondation d'Heucqueville
Président de la section d'adoption familiale et membre du comité directeur de l'« Entraide des Femmes françaises » (EFF), son action lui valent les félicitations du ministre de la Santé publique Henri Queuille en 1931.
Charles d'Heucqueville créé la Fondation d'Heucqueville, œuvre privée d'adoption d'enfants abandonnés. Cet établissement situé au 81 à 85 du boulevard de Montmorency dans le 16e arrondissement de Paris, est reconnu d'utilité publique en 1935.
Son neveu, le Dr Georges Vigneron d'Heucqueville, lui succédera à la tête de cet établissement.
Alain Pompidou, le fils du président Georges Pompidou de Claude Pompidou, y sera adopté. Par ailleurs, le président Pompidou sera membre du conseil d'administration de la fondation.

### Collectionneur d'art
Sa collection, de plus de deux cents peintures, dessins et aquarelles, était notamment composée d'œuvres de Jean-Baptiste Oudry, de van Dyck, de Jean-Louis de Marne, de Pissarro, de Renoir, de Henri Fantin-Latour, d'Hubert Robert, d'Étienne Aubry, de Jean-Frédéric Schall, de Charles et Louis Michel van Loo, de Largillierre, de Chardin, de François Boucher, de Nicolle, de Willem van Mieris, de Cochin, de Desfriches, de Fragonard, Greuze, de Huet, de Nicolas Ozanne, de Jean Pillement, de Tiepolo, etc.
La collection d'Heucqueville était également composée de plusieurs centaines d'objets d'art et d'ameublement, dont des bronzes de Barye, une sculpture de Houdon, des tapisseries de la Manufacture de Beauvais d'après Boucher, de livres anciens, de porcelaines Meissen, de faïence de Marseille, de meubles signés (Jacob, Séné, Lacroix, Levasseur, …)
Elle fait l'objet d'une importante vente après son décès, au profit de la fondation d'Heucqueville. La vente, qui se déroule en plusieurs fois, à la Galerie Charpentier et à l'hôtel Drouot, est dirigée par Me Étienne Ader.

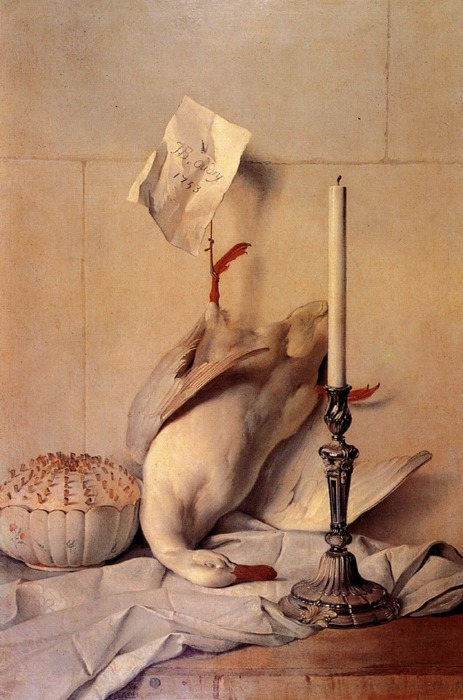
Le canard blanc, de Jean-Baptiste Oudry.

## Publications
- Étude sur la condition des mineurs en droit pénal dans les diverses législations anciennes et modernes, 1899

## Pour approfondir